# Sokił Kijów (piłka nożna)
Sokił Kijów (ukr. «Сокіл» Київ) – ukraiński klub piłkarski z siedzibą w stolicy kraju, mieście Kijów, działający w latach 1904–1920.

## Historia
Chronologia nazw:
- 1904: Piwdeń Kijów (ukr. «Південь» Київ, ros. «Югъ» Киев)
- 1908: Sokił Kijów (ukr. «Сокіл» Київ, ros. «Соколъ» Киев)
- 1920: klub rozwiązano

Piłkarska drużyna Piwdeń została założona w Kijowie w 1904 roku i składała się głównie z Czechów, pracowników zakładów Gretera, Krivaneka i K (obecnie Pierwszy kijowski zakład budowy maszyn, Aleja Berestejska, 49), którzy pierwszymi sprowadzili piłkę nożną do Kijowa jako przedstawicieli ruchu Sokol. Jest pierwszą drużyną w mieście, grająca piłkę nożną. Zespół trenował na placu apelowym Korpusu Kadetów i na wyspie Truchanow. W 1908 roku klub zmienił nazwę na Sokił.
W 1911 roku klub został jednym z założycieli Kijowskiej Ligi Piłki Nożnej i wziął udział w pierwszych w historii kijowskiej piłki nożnej mistrzostwach miasta.
W sezonie 1918 roku zajął drugie miejsce w Kijowskiej Lidze Piłki Nożnej. W 1919 roku mistrzostwa zostały przerwane, a w 1920 odwołane. W 1920 klub został rozwiązany.

## Sukcesy
- wicemistrz Kijowa (1): 1918.